# Rankpflanze
Rankpflanzen sind Kletterpflanzen mit speziellen Rankorganen (Ranken), mit denen sie sich in der Natur an meist dünnen Zweigen festhalten, um in die Höhe wachsen zu können. In gebauter Umwelt übernehmen sogenannte Kletterhilfen, bzw. speziell „rankgerechte“ Rankgerüste oder Rankhilfen aus schlanken Profilen, bspw. Draht, Schnur oder Stäben, diese Funktion. Für sicheren Halt ist die Querschnittsform der o.a. stützenden „Profile“ weit weniger bedeutend als ihr Umfang. Der Umfang jener Profile, aus denen eine geeignete Rankhilfe bzw. ein Rankgerüst besteht, muss in der Regel kleiner sein, als der aktive Teil einer Ranke lang ist.
Beispiele für Rankpflanzen sind Erbsen, Zierkürbis, Passionsblume, Clematis und Weinreben.
Einige Rankpflanzen bilden Ranken aus, die nicht zwingend ein umfassbares Tragprofil benötigen. Sehr bekannt sind die Haftscheibenranken von Parthenocissus tricuspidata (Dreispitzige Jungfernrebe). Aber auch die Glockenrebe Cobaea scandens findet Halt auf Flächen. Ihre filigran verzweigten Ranken verkrallen sich an Unebenheiten, zum Beispiel an denen rauer Baumrinden.